# 克劳斯·索梅拉
克劳斯·索梅拉（芬蘭語：Klaus Suomela，1888年11月10日—1962年4月4日），芬兰男子竞技体操运动员。他曾代表芬兰获得1912年夏季奥运会体操比赛男子团体自由式银牌。他于1962年在赫尔辛基去世。